# Bogumiła Truchlińska
Bogumiła Halina Truchlińska (ur. 30 listopada 1948 w Rokitowie, zm. w maju 2020) – polska filolog, dr hab.

## Życiorys
Była absolwentką Uniwersytetu Marii Curie-Skłodowskiej, 28 września 1983 obroniła pracę doktorską Filozofia kultury Bogdana Suchodolskiego, 28 października 1998 habilitowała się na podstawie pracy zatytułowanej Antropologia i aksjologia kultury. Koncepcje podmiotu kultury i hierarchie wartości w polskiej myśli filozoficzno-społecznej 1918-1939.
Została zatrudniona na stanowisku profesora nadzwyczajnego w Instytucie Kulturoznawstwa na Wydziale Humanistycznym Uniwersytetu Marii Curie-Skłodowskiej w Lublinie.

## Odznaczenia
- Złoty Medal za Długoletnią Służbę[1]
- Srebrny Krzyż Zasługi[1]
- Medal Komisji Edukacji Narodowej[1]